# Paul Arnold Walty
Paul Arnold Walty (né le 5 janvier 1881 à Aarburg et mort le 22 juin 1969 à Lugano dans le Tessin) est un joueur suisse de football, qui évoluait en tant que milieu de terrain défensif.

## Biographie
Ayant grandi en Argovie, Walty est connu comme étant l'un des premiers footballeurs suisses, et l'un des rares à évoluer à l'étranger, lors des débuts du football européen. Il fut donc l'un des premiers joueurs étrangers à évoluer en Italie, pays où il arriva en tant qu'employé pour y trouver du travail.
Un journaliste sportif contemporain a écrit à son sujet :

« Walty, le ventriloque de l'équipe, réjouissait le public de par sa sympathie, sa ténacité, son habilité et pour son silence d'or durant la partie. Son seul tort était d'avoir une moustache un peu longue. »

— La Stampa Sportiva
En 1902, il arrive en Lombardie et évolue dans le club milanais du Milan Cricket and Foot-Ball Club, club où il reste jusqu'en 1904, participant aux championnats d'Italie 1903 et 1904.
En 1905, le club de la région voisine du Piémont du Foot-Ball Club Juventus voit l'arrivée du Suisse Alfred Dick à sa tête comme nouveau président. Cette arrivée au club favorise l'arrivée au club de joueurs étrangers, surtout des Suisses. Il fait donc venir Paul Arnold Walty dans l'effectif en 1905.
Walty forme donc le milieu de terrain de la Juventus avec l'Italien Giovanni Goccione et l'Écossais Jack Diment. Le Suisse participe donc entre le 5 mars et le 9 avril au championnat de Prima Categoria 1905 qu'il remporte avec le club turinois. Il s'agit du premier trophée majeur remporté par le joueur ainsi que par le club.
Le restant de sa vie n'est pas connu.

## Palmarès
Juventus
- Championnat d'Italie (1) :
  - Champion : 1905.